# Stora Valla
Stora Valla – wielofunkcyjny stadion położony w Degerfors w Szwecji. Został wybudowany w 1938. Jest areną zmagań klubu piłkarskiego Degerfors IF. Stora Valla może pomieścić około 12 500 widzów, z czego 800 miejsc na trybunie krytej. Rekordową frekwencję zarejestrowano w 1963, podczas meczu Degerfors IF z IFK Norrköping, gdy wyniosła ona 21 065 widzów.